# Samuel Hardy (Politiker)

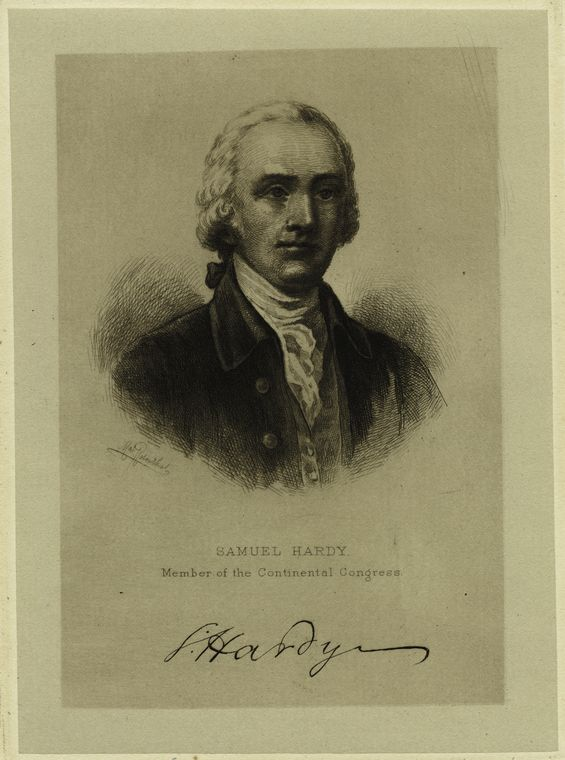
Samuel Hardy

Samuel Hardy (* um 1758 im Isle of Wight County, Colony of Virginia; † 17. Oktober 1785 in Philadelphia, Pennsylvania) war ein US-amerikanischer Politiker. Zwischen 1783 und 1785 war er Delegierter für Virginia im Kontinentalkongress.

## Werdegang
Samuel Hardy besuchte die öffentlichen Schulen seiner Heimat und studierte danach am College of William & Mary. Nach einem Jurastudium und seiner Zulassung als Rechtsanwalt begann er in diesem Beruf zu arbeiten. Gleichzeitig schlug er eine politische Laufbahn ein. Im Jahr 1778 sowie zwischen 1780 und 1782 saß er im Abgeordnetenhaus von Virginia. Im Juni 1781 wurde er Mitglied des Regierungsrats (Executive Council) seines Staates. Zwischenzeitlich war er Stellvertreter des Gouverneurs. In den Jahren 1783 bis 1785 vertrat er den Staat Virginia im Kontinentalkongress, der damals in Philadelphia tagte. Dort ist er am 17. Oktober 1785 im Alter von nur 27 Jahren verstorben. Hardy war mit Alexander Hamilton befreundet. Das Hardy County im heutigen West Virginia wurde nach ihm benannt.